# Rickard Andersson
Rickard Andersson (...) è un ex sciatore alpino svedese.

## Biografia
Specialista delle prove tecniche, Andresson vinse la medaglia d'oro nello slalom gigante ai Campionati svedesi nel 1987; non prese parte a rassegne olimpiche né ottenne piazzamenti in Coppa del Mondo o ai Campionati mondiali.

## Palmarès

### Campionati svedesi
- 1 oro (slalom gigante[1] nel 1987)